# Une fille dangereuse

Une fille dangereuse (The Wrong Girl) est un téléfilm américain  réalisé par David Jackson et diffusé en 1999.

## Synopsis
Steven rencontre Kelly, une jolie adolescente qu’il ne tarde pas à présenter à ses parents. Prétendant être récemment orpheline, Kelly suggère à Steven de l’héberger. Pris au dépourvu, les parents acceptent la nouvelle hôte qui se révèle peu à peu manipulatrice et très dangereuse.

## Fiche technique
- Titre original : The Wrong Girl
- Réalisation : David Jackson
- Scénario : Karen Krenis
- Photographie : Denis Maloney
- Musique : Frédéric Talgorn
- Pays :  États-Unis
- Durée : 90 min
- genre : Thriller

## Distribution
- Barbara Mandrell (VF : Monique Nevers) : Angela Fisher
- Jonathan Scarfe (VF : Damien Boisseau) : Steven Fisher
- Zoe McLellan (VF : Vanina Pradier) : Kelly Garner
- Barry Flatman : Jim Fisher
- Charlotte Sullivan (VF : Barbara Delsol) : Bridget Fisher
- Joel Keller (VF : Mathias Kozlowski) : Brian Fisher
- Stacie Mistysyn : Missy
- Nola Augustson : Mrs. Drake
- Lindsey Connell : Cynthia
- Arthur Eng : l'ami du collège

 Source et légende : version française (VF) sur RS Doublage et selon le carton du doublage français télévisuel.